# Xã Walshville, Quận Montgomery, Illinois
Xã Walshville (tiếng Anh: Walshville Township) là một xã thuộc quận Montgomery, tiểu bang Illinois, Hoa Kỳ. Năm 2010, dân số của xã này là 347 người.